# Hioterins
Els hioterins (Hyotheriinae) són una subfamília extinta de súids que visqueren al Vell Món entre l'Oligocè inferior i el Pliocè. Entre molts altres llocs, se n'han trobat fòssils al jaciment de Sant Miquel de Toudell, al poble català de Viladecavalls. Els representants d'aquest grup pesaven uns 60 kg. La morfologia de les dents, de tipus bunodont-braquidont, indica que tenien una dieta omnívora.